# Bacheburg
Die Bacheburg ist die Ruine einer spätmittelalterlichen Wasserburg der Niederadligen Bache von Neustadt, gelegen zwischen Mömlingen und Eisenbach im Landkreis Miltenberg in Bayern, direkt an der Landesgrenze zu Hessen (Odenwaldkreis).

## Geographische Lage
Die Burgruine (auch Untere Burg genannt) liegt auf freiem Feld etwa 150 Meter südwestlich der Mümling im heutigen Obernburger Ortsteil Neustädterhof auf halbem Wege und östlich der Zufahrt von der B 426 zu Neustädterhof. Sie ist wohl die Nachfolgerin des bis etwa 1400 existierenden Turmhügels Schneirersbuckel (Motte) – auch Obere Burg genannt – auf dem Schneirersbuckel hinter Neustädterhof. Diese Motte war auf einem künstlich aufgeschütteten Hügel erbaut und dürfte ähnlich ausgesehen haben wie das noch erhaltene Templerhaus in Amorbach. So wie die alte Burg in Auseinandersetzungen mit dem Haus Erbach zerstört wurde, fand nur knapp vierzig Jahre später auch die zweite Burg in Auseinandersetzung mit einem Erbacher, diesmal in seiner Funktion als Mainzer Erzbischof, ihr Ende.

## Geschichte

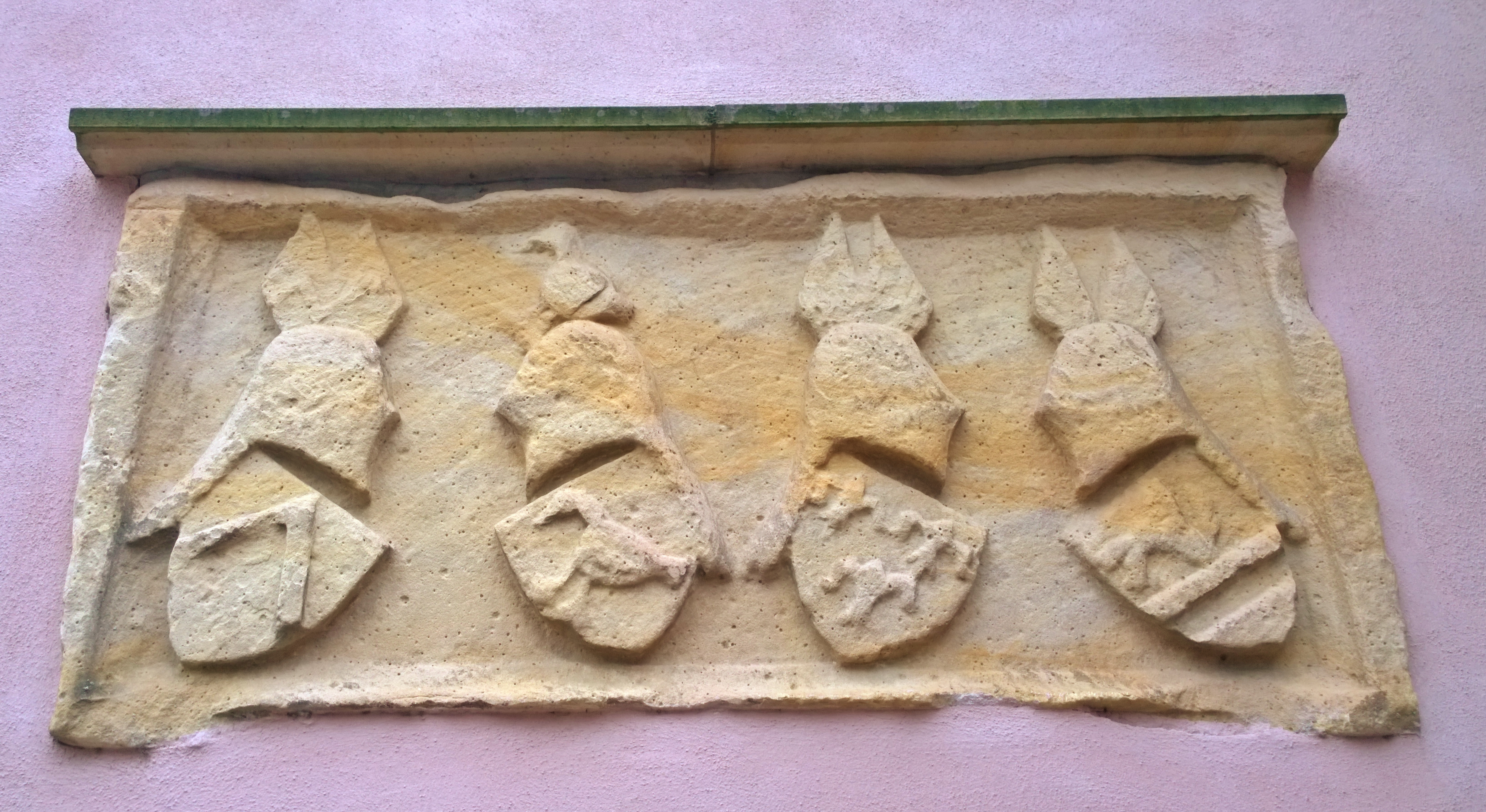
Vierwappenstein der Burg, heute an der Rückseite des Rathauses von Obernburg eingemauert

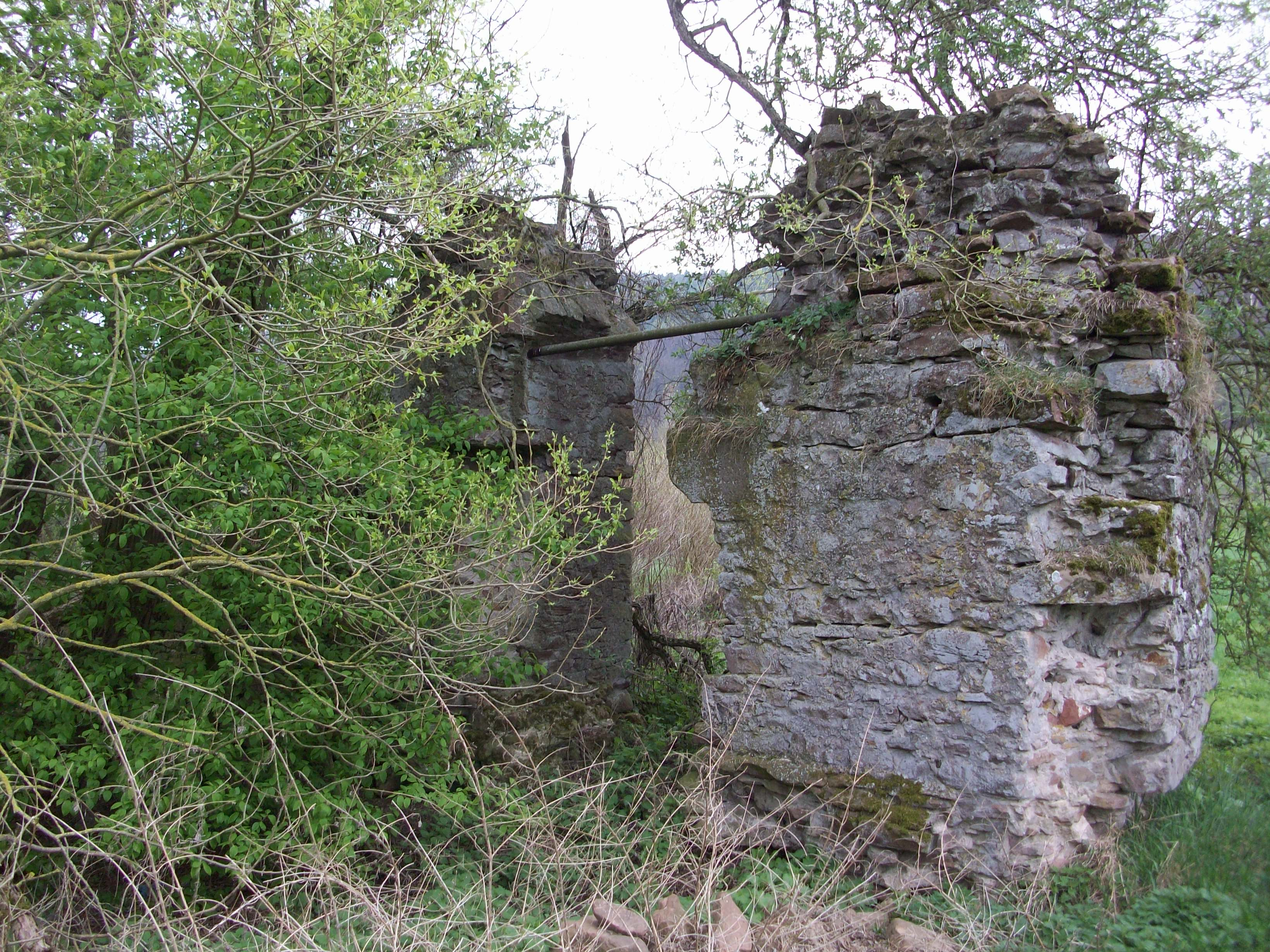
Die Reste des Torbogens der Bacheburg

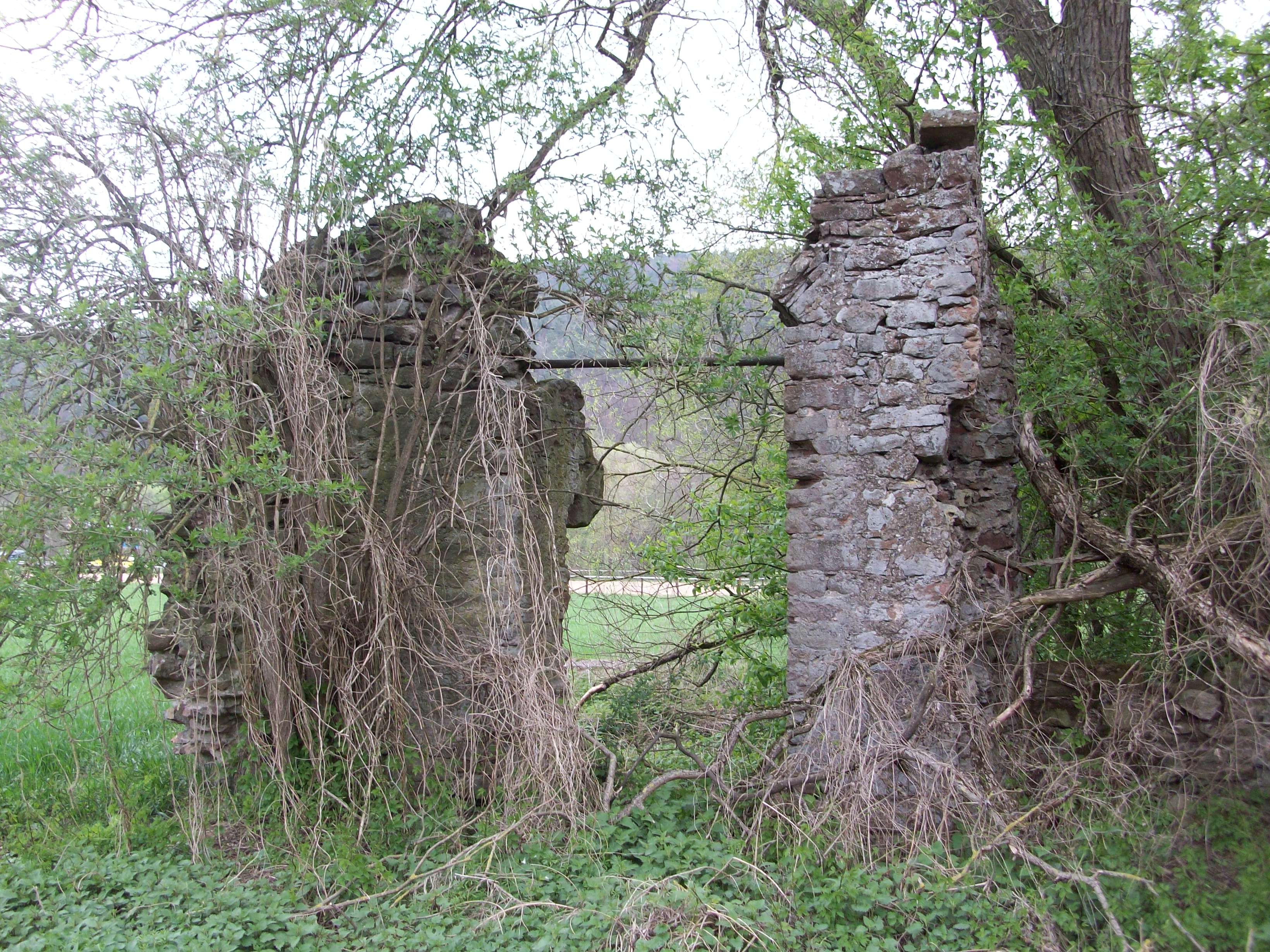
Der Torbogen aus Sicht der Burg heraus in Richtung Bundesstraße und Mümling

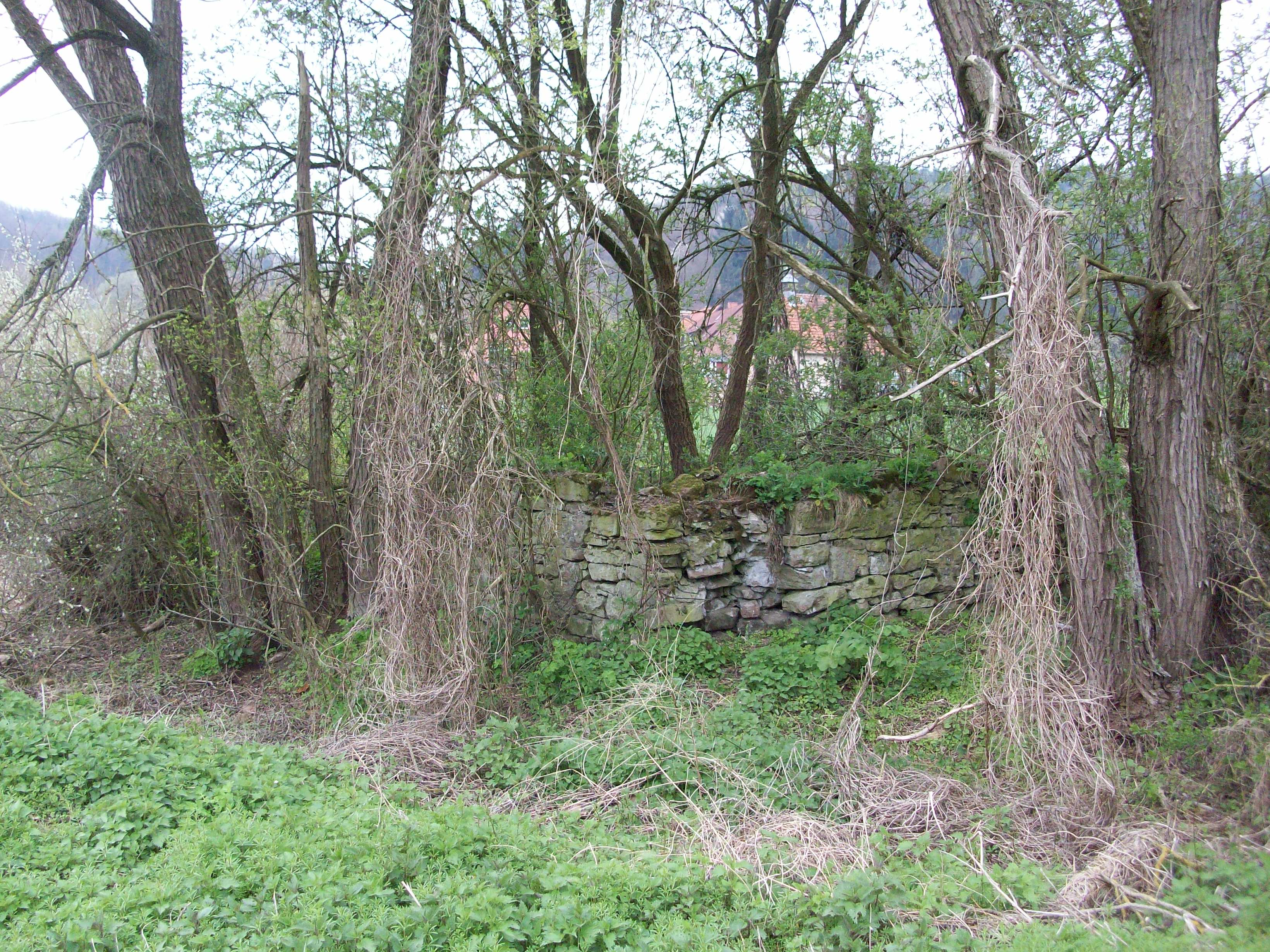
Ringmauerreste an der nordöstlichen Ecke der Burg, dahinter der Neustädter Hof

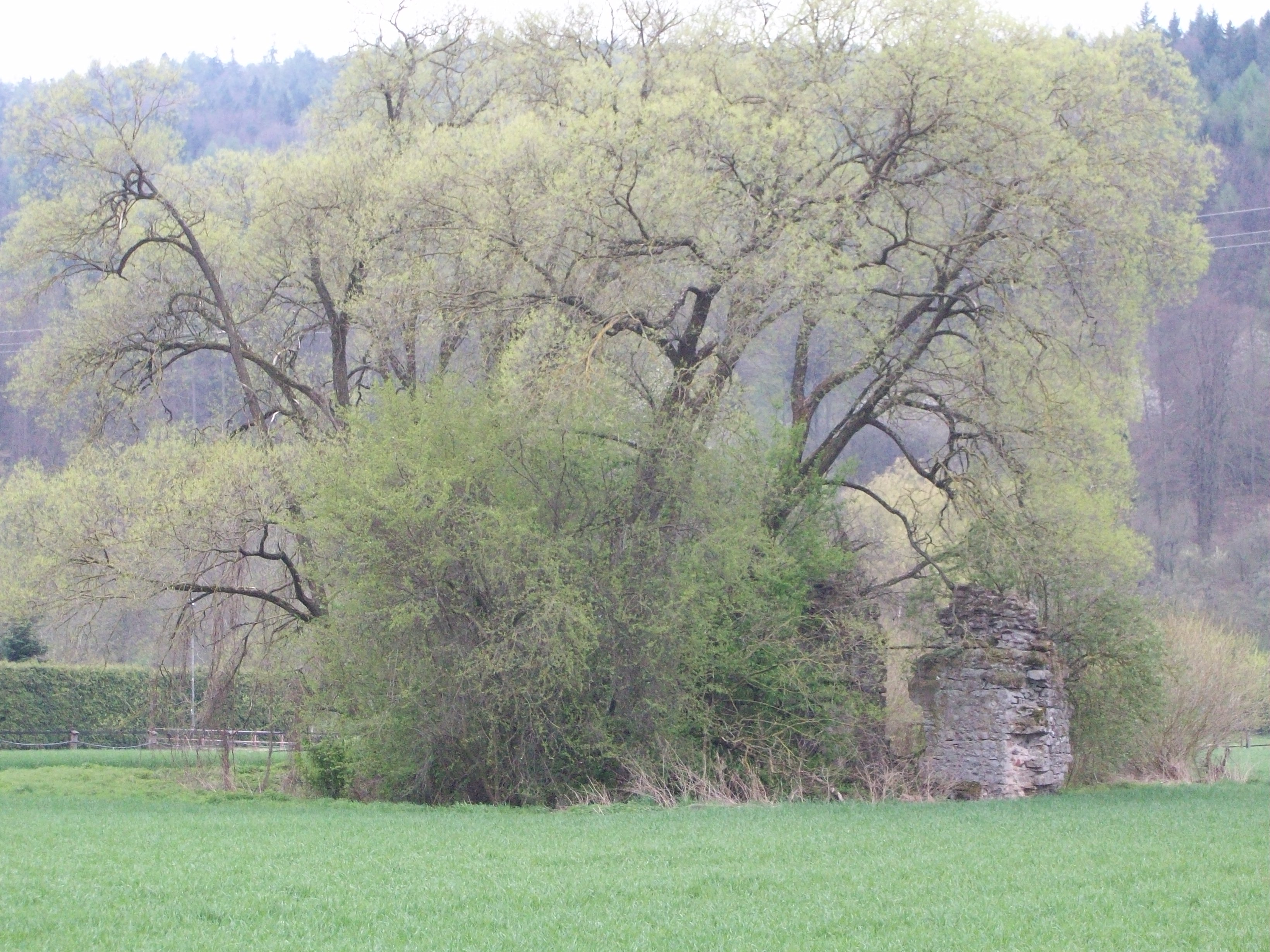
Die Burgreste; Blickrichtung Süden

Die Bacheburg wurde 1403 durch den sich später nach seiner Burg nennenden Jorg Bache von Nuwenstat erbaut. Dabei ist mit Nuwenstat nicht der heutige Breuberger Ortsteil Neustadt (1378 neu gegründet) gemeint, sondern das viel ältere Neustadt (1113 erstmals genannt) und damit der heute als Neustädterhof bekannte Obernburger Ortsteil. Die Burg wurde auf elterlichem Besitz erbaut, nahe der 1863 abgerissenen Kirche von Neustädterhof, in der wohl die Grablege der Familie war. In einer von ehemals zwei Steinplatten, die heute an der Mömlinger Kirche steht, soll im 19. Jahrhundert noch das Wappen der Bache eingemeißelt gewesen sein.
Jorg Bache hatte wohl mit riskanten Anstrengungen versucht, in jener für den Ritteradel sehr ungünstigen Zeit, den finanziellen Ruin seines Hauses abzuwenden und seiner Familie ein standesgemäßes Leben zu sichern. Mehreren Urkunden zufolge war er gezwungen, seine kleine Burg den Grafen von Wertheim, damalige Herren auf der Burg Breuberg, als Lehen anzutragen. Dennoch ließ er sich Rechte seiner Frau an dem Gebäude zusichern, die wohl als Witwensitz bestimmt war.
Verheiratet war Jorg mit Agnes von Erlenbach. Über sie kam der Ritter zu Bamberger Lehensgütern und so auch zu rechtlichen Beziehungen zur benachbarten Kirche, die der Dompropstei Bamberg gehörte. Vom Standesbewusstsein des Ehepaares zeugt ein Vierwappenstein, der einst über dem Eingang der Wasserburg prangte und der heute neben dem ehemaligen Standort des Obernburger Römermuseums auf der Rückseite des Obernburger Rathauses eingemauert ist. Der Stein zeigt die elterlichen Wappen der beiden: im Bild von links nach rechts: die Wappen der Schelris von Wasserlos und von Erlenbach (Mutter und Vater der Agnes: Anna Schelris von Wasserlos und Hans von Erlenbach); daneben die Wappen der Raups (oder von Sulzbach) und der Bach(e) von Nuwenstat (Mutter und Vater des Jorg).
Nach einer Urkunde von 1434 wurde der Jorg Bache, wohl nach Auseinandersetzungen um das Pfaffstangengut, ein Fronhof im damaligen Dorf Hausen hinter der Sonne (heute eine Wüstung), von Dekan und Kapitel des Aschaffenburger Kollegiatstifts mit dem Kirchenbann belegt. In diesem Zusammenhang steht wohl auch die Gefangennahme des damaligen Ortspfarrers von Wenigumstadt durch einen seiner Söhne, Hans Bache. Von Jorgs Söhnen Hans und Madern ist bekannt, dass sie Reisende, die unter dem Geleitschutz des Mainzer Erzbischofs standen, in den folgenden Jahren angegriffen und wohl auch beraubt haben. Einer der Gründe dafür dürften die Auseinandersetzungen und der Geldmangel gewesen sein, die nach dem Kirchenbann ihres Vaters eintraten. 1440 wurde die Burg deswegen durch Reiter des Kurmainzer Erzbischofs Dietrich Schenk von Erbach eingenommen und zerstört. Hans Bache als Hauptschuldiger musste ein Jahr unter Hausarrest auf der niedergebrannten Burg bleiben. 1441 verkauften die beiden Söhne den (Rest-)Besitz am Neustädter Hof. Hans wurde wertheimischer Burgmann auf Breuberg, Madern pfalzgräflicher Dienstmann auf der Veste Otzberg. Mit der Zerstörung der Burg verbrannten alle hölzernen Bauteile, so dass der Bau größtenteils unbewohnbar war.
Um 1700 wurden die alten Mauern der Raubritterruine durch einen als „Belljouseph“ (Betteljosef) bekannten Räuber als Rückzug und Unterschlupf genutzt. 1750 wurde eine ganze Diebesbande in der Burgruine gefangen gesetzt. Ende des 18. Jahrhunderts wurde die Wasserburg noch weiter zerstört. Ein Hofpächter nutzte Steine aus den noch ziemlich hohen Mauern für die Reparatur der Mömlingbrücke und für den Uferschutz. Andere, widerstandsfähigere Teile der Bauten sollen gesprengt worden sein.

## Heutige Nutzung
Die Burg ist heute nur noch in geringen Teilen als Ruine erhalten. Eine Besichtigung ist nur außerhalb von Zeiten der Feldbewirtschaftung (nach der Ernte und im Winter) möglich. Sie ist die letzte der vier Burgen des Eisenbacher Umfeldes; die Vorgängerburg und die zwei Burgen im Ort Eisenbach selbst existieren heute nicht mehr.
An den Resten der Bacheburg wurden bisher (Stand: 2019) keine Erhaltungsmaßnahmen durchgeführt, und vor Ort existieren keine Hinweise auf ihre Bedeutung im Mittelalter (durch Schautafeln oder ähnliches).

## Baugeschichte
Die Burg war eine kleine Wasserburg. Die beiden unteren Geschosse waren in Stein ausgeführt, die darüber liegenden Geschosse in Fachwerk. Die Burg war mit einem etwa sechs Meter breiten Wassergraben umgeben. Verlandete Reste des Wassergrabens sind noch sichtbar.
Nach den Zerstörungen des 18. und 19. Jahrhunderts blieb nur der kleine Rest der Bacheburg übrig, den man heute als Ruine auf dem Feld sehen kann. Dazu gehört der Torbogen mit Resten des Torhauses an der Nordwestseite, der über eine Zugbrücke Zugang zum Vorhof gewährte. In der fast quadratischen Burg war nur in der südöstlichen Ecke ein weiteres, heute nicht mehr vorhandenes Haus an die Wehrmauer angebaut. Auf der nordöstlichen Seite der Ruine sind Reste der Ringmauer zu erkennen.

## Das Wappen der Bache
Das Wappen zeigt im unteren Feld einen schwarzen Querbalken, im oberen einen wachsenden Löwen. Es verweist auf mehrere Niederadelsfamilien des Mümlingtales, die ein „-bach“ im Namen führten, und die rund um die Burg Breuberg existierten und die ähnliche Familienwappen führten, so zum Beispiel die Familie von Rosenbach und die Bache von Nalsbach. Diese Familien können vermutlich als ein Stamm angesehen werden.